# خسروان سفلي (مقاطعة فراهان)
خسروان سفلي (بالفارسية: خسروان سفلی) هي قرية تقع في مركزي في إيران. يقدر عدد سكانها بـ 99 نسمة بحسب إحصاء 2016.